# プロレスリング・イラストレーテッド
プロレスリング・イラストレーテッド誌（Pro Wrestling Illustrated）は、1979年に創刊されたアメリカ合衆国のプロレス雑誌である。現在も刊行中の英語のプロレス雑誌の中では最も長い歴史を持つ。
PWI誌の最も人気の企画の一つが各国のプロレスラーらを団体を問わずランク付けするPWI 500(女性版はPWI Women's 250)である。年に1回の特別号においてその年に活躍したレスラーらを男子は500位まで、女子は250位までランク付けする企画であり、男子版は1991年から、女子版は2008年から開始されている。
2024年の各部門の1位は男子がWWEのコーディ・ローデス、女子がAEWのトニ・ストーム、タッグ部門の1位がビアンカ・ブレア＆ジェイド・カーギル組であった。

## PWI Women's 250
当初はPWI Female 50という名称で女子レスラー50人をランク付けする方式であった。ランキング数は徐々に拡大し2023年以降はPWI Women's 250という名称で250位までの順位づけが発表されている。
このランキングで初めて10位以内にランクインした日本人はWWEのASUKAである。NXT女子王者を獲得した2016年に3位に選出されたほか、WWE最多連勝記録を更新した2017年には日本人初の全体1位にも輝いている。
この頃より日本人レスラーの上位入賞が増え、2017年は10人中3人(ASUKA、紫雷イオ、カイリ・セイン）、2020年には5人(3位:ASUKA、6位:志田光、8位:里歩、9位紫雷イオ、10位:岩谷麻優)と日本人がトップ10の半数を占めた。
2022年にはスターダムの朱里が日本人として史上2人目の年間1位を獲得。2024年には4位にスターダムの舞華、6位にマリーゴールドなどで活躍したSareeeがランクインしている。
| Year            | 1                      | 2                      | 3                      | 4                      | 5                      | 6                      | 7                      | 8                        | 9                      | 10                     |
| --------------- | ---------------------- | ---------------------- | ---------------------- | ---------------------- | ---------------------- | ---------------------- | ---------------------- | ------------------------ | ---------------------- | ---------------------- |
| PWI Female 50   |                        |                        |                        |                        |                        |                        |                        |                          |                        |                        |
| 2008            | オーサム・コング       | ベス・フェニックス     | ゲイル・キム           | ミッキー・ジェームス   | ミスシェフ             | サラ・デル・レイ       | ロクシー・ラヴォー     | メリーナ                 | ミシェル・マクール     | キャンディス・ミシェル |
| 2009            | ミッキー・ジェームス   | アンジェリーナ・ラブ   | メリーナ               | ミスシェフ             | タラ                   | オーサム・コング       | ベス・フェニックス     | ミシェル・マクール       | マリース               | テイラー・ワイルド     |
| 2010            | ミシェル・マクール     | アンジェリーナ・ラブ   | メルセデス・マルチネス | チアリーダー・メリッサ | イヴ・トーレス         | マディソン・レイン     | ベス・フェニックス     | ミッキー・ジェームス     | ミスシェフ             | マリース               |
| 2011            | マディソン・イーグル   | メルセデス・マルチネス | ミッキー・ジェームス   | ナタリア               | マディソン・レイン     | チアリーダー・メリッサ | ベス・フェニックス     | タラ                     | ミスシェフ             | サラ・デル・レイ       |
| 2012            | ゲイル・キム           | ベス・フェニックス     | チアリーダー・メリッサ | サラ・デル・レイ       | ジェシカ・ハヴォック   | レイラ                 | ミス・テスメイカー     | サラヤ・ナイト           | メルセデス・マルチネス | タラ                   |
| 2013            | チアリーダー・メリッサ | ミッキー・ジェームス   | サラヤ・ナイト         | ジェシカ・ハヴォック   | ケイトリン             | ゲイル・キム           | ケイシー・カーライル   | タラ                     | AJリー                 | メルセデス・マルチネス |
| 2014            | ペイジ                 | AJリー                 | ゲイル・キム           | チアリーダー・メリッサ | ルフィスト             | アンジェリーナ・ラブ   | イヴァリース・ベレス   | コートニー・ラッシュ     | ナタリア               | シャーロット           |
| 2015            | ニッキー・ベラ         | ペイジ                 | サーシャ・バンクス     | サンタナ・ギャレット   | ゲイル・キム           | シャーロット           | ナオミ                 | チェリー・ボム           | コートニー・ラッシュ   | タリン・テレル         |
| 2016            | シャーロット           | サーシャ・バンクス     | ASUKA                  | ベッキー・リンチ       | ベイリー               | ジェイド               | ナタリア               | ゲイル・キム             | セクシー・スター       | シエナ                 |
| 2017            | ASUKA                  | シャーロット・フレアー | アレクサ・ブリス       | サーシャ・バンクス     | ベイリー               | 紫雷イオ               | ナタリア               | シエナ                   | ナオミ                 | カイリ・セイン         |
| PWI Women's 100 |                        |                        |                        |                        |                        |                        |                        |                          |                        |                        |
| 2018            | ロンダ・ラウジー       | アレクサ・ブリス       | シャーロット・フレアー | 紫雷イオ               | ASUKA                  | シェイナ・ベイズラー   | カーメラ               | ナイア・ジャックス       | 岩谷麻優               | カイリ・セイン         |
| 2019            | ベッキー・リンチ       | シャーロット・フレアー | ロンダ・ラウジー       | シェイナ・ベイズラー   | テッサ・ブランチャード | ベイリー               | ナタリア               | 紫雷イオ                 | メルセデス・マルチネス | ニコル・サボイ         |
| 2020            | ベイリー               | ベッキー・リンチ       | ASUKA                  | シャーロット・フレアー | サーシャ・バンクス     | 志田光                 | テッサ・ブランチャード | 里歩                     | 紫雷イオ               | 岩谷麻優               |
| PWI Women's 150 |                        |                        |                        |                        |                        |                        |                        |                          |                        |                        |
| 2021            | ビアンカ・ブレア       | 林下詩美               | ディオナ・パラッツォ   | ブリット・ベイカー     | サンダー・ロサ         | サーシャ・バンクス     | 朱里                   | 紫雷イオ                 | 中野たむ               | ラケル・ゴンザレス     |
| 2022            | 朱里                   | ビアンカ・ブレア       | サンダー・ロサ         | ベッキー・リンチ       | ジェイド・カーギル     | ジョーディン・グレイス | 上谷沙弥               | シャーロット・フレアー   | スターライト・キッド   | タヤ・ヴァルキリー     |
| PWI Women's 250 |                        |                        |                        |                        |                        |                        |                        |                          |                        |                        |
| 2023            | リア・リプリー         | ジュリア               | ビアンカ・ブレア       | ジェイミー・ヘイター   | 中野たむ               | アティーナ             | ディオナ・パラッツォ   | ウィロー・ナイチンゲール | カミーユ               | ジョーディン・グレイス |
| 2024            | トニー・ストーム       | ジョーディン・グレイス | リア・リプリー         | 舞華                   | ステファニー・バッケル | Sareee                 | ベイリー               | ウィロー・ナイチンゲール | マライア・メイ         | アティーナ             |

## 年間表彰
1972年以来、読者から以下の部門の投票が行われて年末に発表と表彰をしている。
- 最優秀レスラー
- 最優秀タッグチーム
- 最優秀試合
- 最優秀確執

最も盛り上がった確執、遺恨、争いを表彰。
- 最も人気があったレスラー
- 最も嫌われたレスラー
- 最も良くなったレスラー
- 最も心を揺さぶったレスラー
- 新人賞
- スタンリー・ウェストン賞

生涯功績を称える表彰。プロレスリング・イラストレーテッドの創設者の名にちなむ。
- カムバック賞
- 最優秀女性賞